# Zbrodnie niemieckie w rejonie placu Teatralnego w Warszawie (1944)

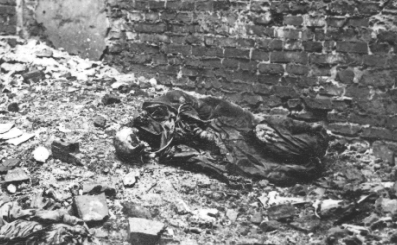
Ciało jednej z ofiar masowych egzekucji przeprowadzanych w ruinach Opery

Zbrodnie niemieckie w rejonie placu Teatralnego w Warszawie (1944) – masowe egzekucje mieszkańców Śródmieścia Północnego przeprowadzane przez oddziały SS podczas powstania warszawskiego 1944 roku. 
Między 7 a 10 sierpnia 1944 Niemcy wypędzali polską ludność zamieszkującą okolice pl. Teatralnego. Wysiedleniom towarzyszyły zbiorowe egzekucje, podpalenia, grabież i gwałty na kobietach. W ruinach Opery Narodowej oraz na pobliskich ulicach rozstrzelano wówczas kilkuset Polaków (w większości mężczyzn). Wielokrotnie miały także miejsce wypadki wykorzystywania polskich cywilów w charakterze „żywych tarcz”, osłaniających natarcia niemieckiej piechoty i czołgów.

## Początek walk w rejonie pl. Teatralnego

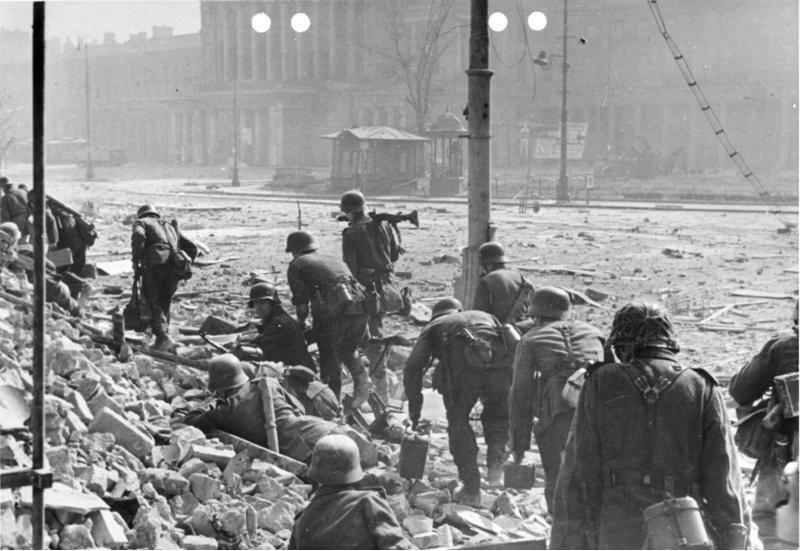
Niemieccy żołnierze w okolicach pl. Teatralnego

Wieczorem 6 sierpnia 1944 czołowe oddziały Grupy Bojowej „Reinefarth” przebiły się przez Wolę i dotarły do Ogrodu Saskiego. Niemieckie dowództwo osiągnęło w ten sposób swój pierwszy cel, którym było odblokowanie tzw. dzielnicy rządowej w rejonie pl. Piłsudskiego oraz uwolnienie gubernatora Ludwiga Fischera i generała Reinera Stahela (odciętych przez powstańców w Pałacu Brühla i Pałacu Saskim). Oddziały Reinefartha rozpoczęły następnie natarcie na powstańcze pozycje w gmachu Ratusza i Pałacu Blanka, co stanowić miało wstęp do generalnego szturmu na warszawskie Stare Miasto.
Dzień wcześniej SS-Obergruppenführer Erich von dem Bach-Zelewski, dowódca oddziałów niemieckich tłumiących powstanie warszawskie, doprowadził do złagodzenia eksterminacyjnego rozkazu Hitlera, nakazującego wymordowanie wszystkich mieszkańców Warszawy bez względu na wiek i płeć. Niemniej utrzymano w mocy rozkaz likwidacji wszystkich polskich mężczyzn oraz wziętych do niewoli powstańców. Z tego względu działaniom grupy Reinefartha nadal towarzyszyły liczne zbrodnie na ludności cywilnej. 

## Egzekucje w ruinach Opery

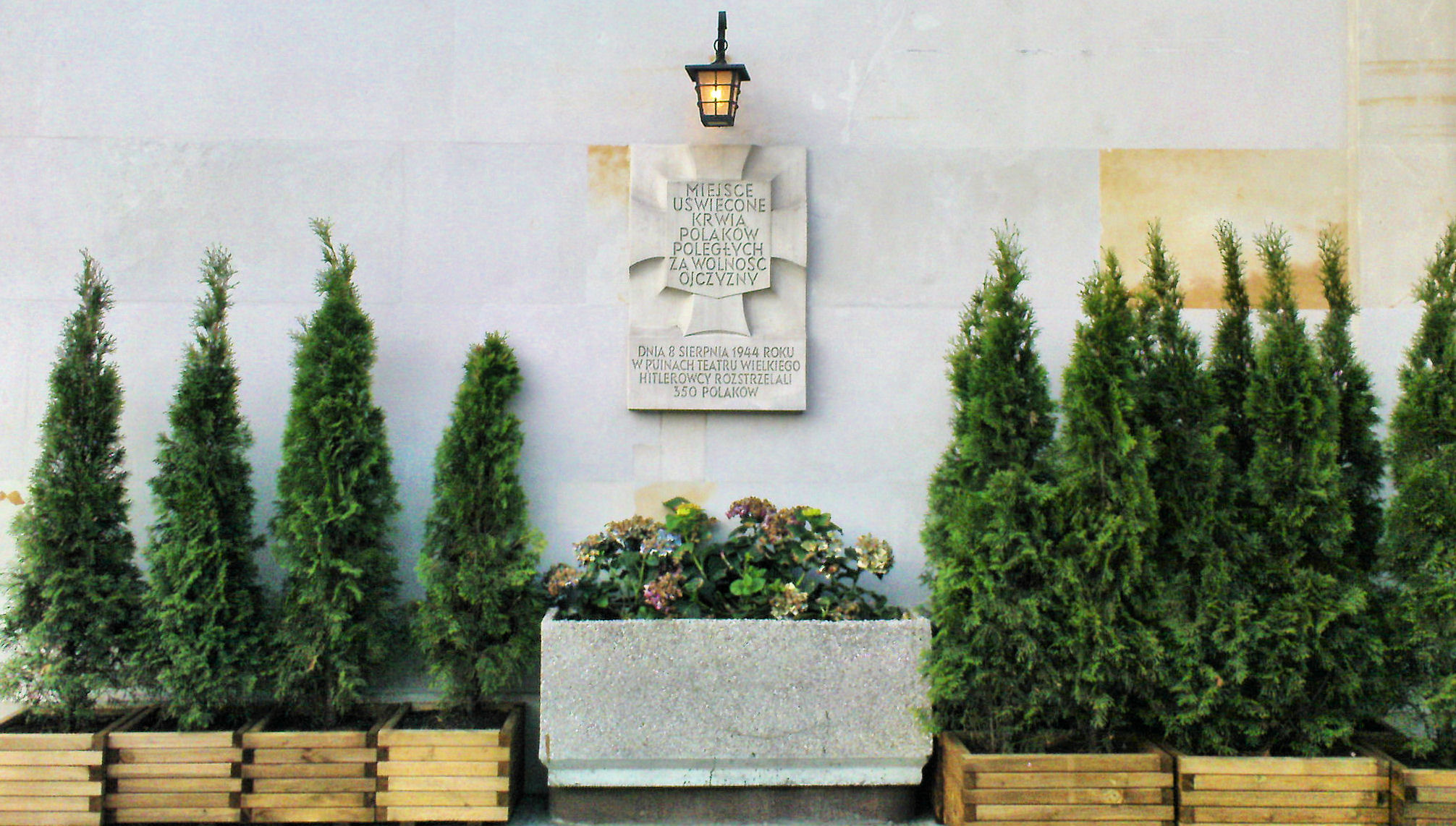
Tablica upamiętniająca ofiary egzekucji w ruinach Opery Narodowej

7 sierpnia w okolice pl. Teatralnego zostały przerzucone dwa bataliony Pułku Specjalnego SS „Dirlewanger”. W szeregach tej jednostki służyli niemieccy kryminaliści, którym obiecano ułaskawienie w zamian za walkę dla III Rzeszy. Dirlewangerowcy natychmiast przystąpili do wypędzania polskiej ludności zamieszkującej okolice pl. Teatralnego. Domy przy ulicach Alberta, Focha, Fredry, Krakowskim Przedmieściu, Senatorskiej, Trębackiej i Wierzbowej były systematycznie podpalane. Mieszkańcom dawano kilka minut na opuszczenie budynku, a osoby chore i niedołężne zazwyczaj zabijano na miejscu. Zdolnych do marszu cywilów spędzano na pl. Piłsudskiego lub do Ogrodu Saskiego, gdzie formowane były kolumny marszowe. Następnie wśród szykan, bicia, gwałtów i grabieży ludność pędzono do punktu zbornego w kościele św. Wojciecha na Woli, a stamtąd przez Dworzec Zachodni wywożono do obozu przejściowego w Pruszkowie. Część wygnańców (zarówno mężczyzn, jak i kobiety) zatrzymywano celem wykorzystania w charakterze „żywych tarcz” lub siły roboczej przy budowie umocnień i rozbieraniu powstańczych barykad.
Dirlewangerowcy spędzili także setki cywilów do ruin Teatru Wielkiego – Opery Narodowej (częściowo spalonego w wyniku niemieckich nalotów we wrześniu 1939 roku). Znajdowało się tam już wielu mieszkańców okolicznych domów, którzy jeszcze przed nadejściem Niemców ukryli się w schronie przeciwlotniczym w podziemiach gmachu. Na miejscu esesmani odseparowali mężczyzn od kobiet i dzieci. Te ostatnie umieszczono w piwnicach gmachu, gdzie przez kilka dni były przetrzymywane w fatalnych warunkach sanitarnych. Wiele młodych kobiet i dziewcząt zostało wówczas zgwałconych. Wiele innych zostało użytych w charakterze zakładniczek i zginęło podczas niemieckich szturmów na powstańcze pozycje. Ostatecznie w okolicach 10 sierpnia znajdujące się w gmachu kobiety i dzieci pognano na Wolę, a stamtąd do obozu w Pruszkowie. 
Około 350 polskich mężczyzn Niemcy rozstrzelali w ruinach Opery (8-9 sierpnia 1944). Świadkowie, którym udało się przeżyć egzekucje, zeznawali, że ofiary były prowadzone do lóż znajdujących się na górnych piętrach Opery. Tam mordowano ich strzałem w tył głowy, a zwłoki zrzucano na scenę bądź widownię. Ciała zamordowanych zostały później spalone przez członków Verbrennungskommando. Po wojnie udało się ustalić nazwiska jedynie 33 ofiar masakry.

## „Żywe tarcze”
Wielokrotnie miały miejsce wypadki, gdy polskich cywilów pochwyconych w okolicach pl. Teatralnego wykorzystywano w charakterze „żywych tarcz” – osłaniających niemieckie natarcia na powstańcze barykady. 8 sierpnia 1944 esesmani z pułku Dirlewangera przypuścili szturm na polskie pozycje w gmachu Ratusza i okolicach ul. Bielańskiej. Jako osłonę użyli wówczas kilkuset polskich cywilów wyprowadzonych z podziemi Opery – w większości starców, kobiety i dzieci. Niemiecki atak załamał się w ogniu bocznym powstańców, a większość zakładników zdołała dzięki pomocy żołnierzy AK schronić się na terenie opanowanym przez powstańców. Wielu cywilów poniosło jednak śmierć w krzyżowym ogniu. Tego dnia Niemcy jeszcze kilka razy ponawiali natarcia, wykorzystując przy tym ok. 10-30 osobowe grupy cywilów, które spędzano na środek placu i stawiano przed czołgami, jako żywą osłonę. Miały miejsce dramatyczne sceny; świadkowie wspominali, że zakładnicy klękali na ulicznym bruku, śpiewając „Boże, coś Polskę”. Mimo zastosowania przez Niemców sprzecznej z prawem wojennym taktyki, wszystkie szturmy zostały odparte z dużymi stratami dla atakujących. Zginęło również wielu zakładników. Ataki z wykorzystaniem „żywych tarcz” były przeprowadzane przez Niemców również na innych odcinkach.
Polscy cywile byli także zmuszani do wykonywania fizycznych prac na pierwszej linii frontu (wynoszenia rannych, budowy umocnień itp.), a nawet do osłaniania własnymi ciałami niemieckich strzelców. Świadkowie zeznawali, że pewnego razu Niemcy stworzyli ludzki łańcuch złożony z ok. 50 mężczyzn (powiązanych między sobą drutem za ręce), spoza którego ostrzeliwali powstańcze pozycje przy ul. Żabiej.

## Masakry na ulicach Koziej i Senatorskiej

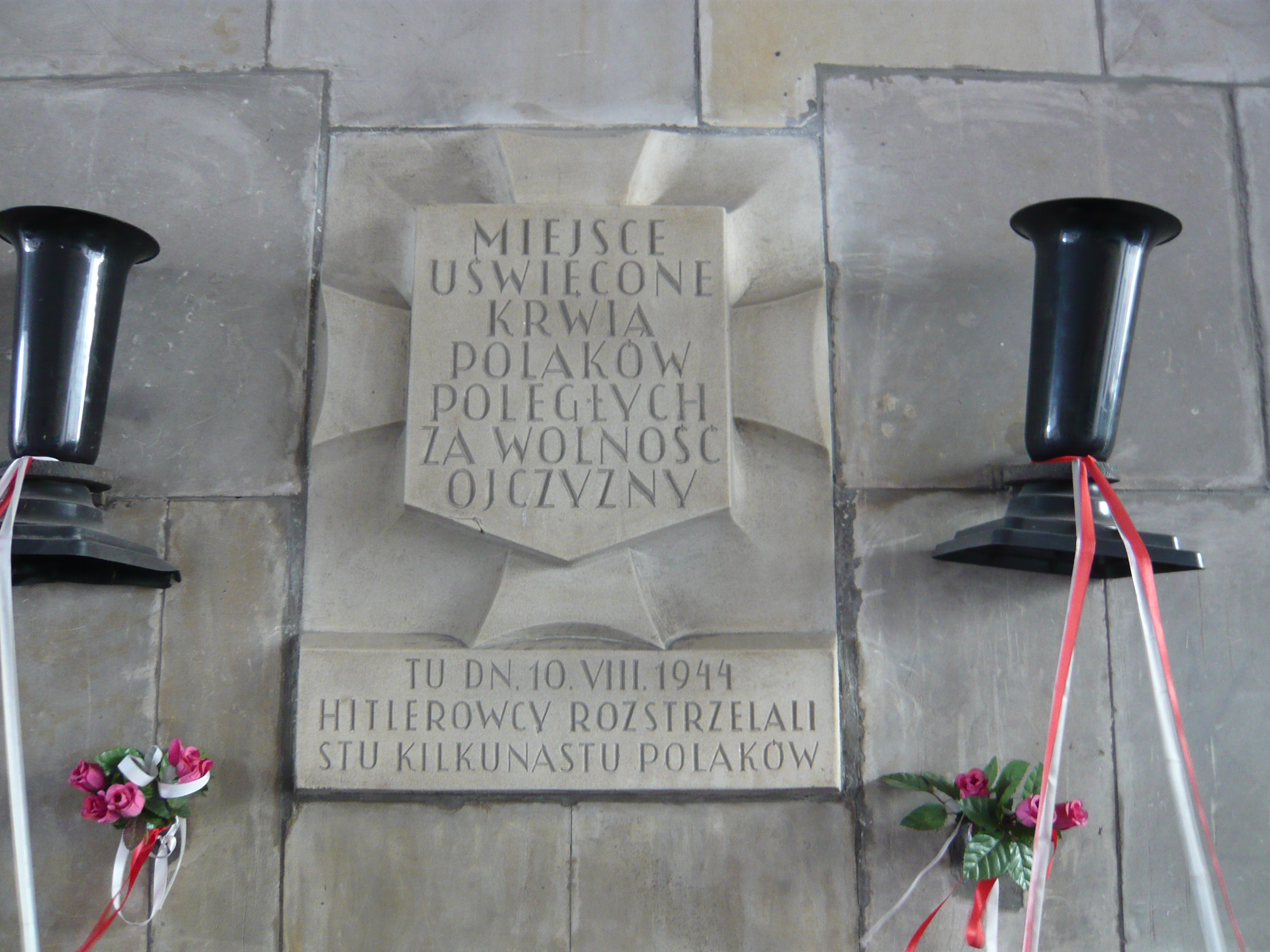
Pamiątkowa tablica przy ul. Koziej

W tych dniach ruiny Opery nie były jedynym miejscem, gdzie masowo mordowano polską ludność cywilną. 7 sierpnia w godzinach popołudniowych dirlewangerowcy wkroczyli na teren Szpitala Maltańskiego przy ul. Senatorskiej. Wkrótce po opanowaniu gmachu Niemcy zamordowali kilkanaście osób. Nakazali następnie bezzwłocznie ewakuować szpital, po czym podpalili jeden z pawilonów. Interwencja przebywających w szpitalu niemieckich pacjentów zapobiegła jednak rzezi, a po pewnym czasie dirlewangerowcy wycofali się z powrotem do Ogrodu Saskiego.
W tym samym czasie Niemcy wkroczyli również do pobliskiego kościoła św. Antoniego z Padwy, gdzie szukały schronienia tłumy polskich cywilów. Proboszcz tamtejszej parafii, ks. Stanisław Trzeciak, okazał wówczas żołnierzom wysokie niemieckie odznaczenie (nadane mu jeszcze przed wojną przez rząd III Rzeszy) i przekonał ich, aby pozostawili ludność w spokoju. 8 sierpnia esesmani powrócili jednak, aby dokończyć wysiedlanie mieszkańców ul. Senatorskiej. Zgromadzonych w kościele uchodźców pognano na Wolę, a stamtąd do obozu w Pruszkowie. W trakcie marszu, m.in. nieopodal Galerii Luxenburga, niemiecka eskorta zamordowała co najmniej 10 osób. Jedną z ofiar był ksiądz Trzeciak, zastrzelony przez szeregowego żołnierza. Później na terenie kościoła miały miejsce co najmniej trzy zbiorowe egzekucje, w których Niemcy zamordowali około 110 osób (8-10 sierpnia). Z kolei „ewakuacja” Szpitala Maltańskiego została ostatecznie przeprowadzona w dniu 14 sierpnia. W dwóch egzekucjach dirlewangerowcy zamordowali tam łącznie ok. 30 osób (7 i 14 sierpnia).
10 sierpnia Niemcy spędzili od 100 do 300 polskich mężczyzn i chłopców na podwórze Hotelu de Saxe przy ul. Koziej. Byli oni następnie wprowadzani dziesiątkami do budynku i rozstrzeliwani w sieniach bądź na jego wyższych kondygnacjach. Po zakończeniu egzekucji żołnierze dobili dające oznaki życia ofiary, po czym podpalili hotel. Po wojnie udało się ustalić nazwiska 40 zamordowanych.
Ponadto pod koniec pierwszej dekady sierpnia 1944 w rejonie pl. Teatralnego doszło do szeregu mniejszych egzekucji. Podczas wysiedlania mieszkańców ul. Alberta (obecnie ul. Niecała) żołnierze niemieccy zamordowali ok. 25 osób. Największa egzekucja miała miejsce przy domu nr 8, gdzie rozstrzelano ok. 20 mieszkańców (8 sierpnia). Z kolei pod domem przy Krakowskim Przedmieściu 66 zastrzelono ośmiu zidentyfikowanych z nazwiska polskich mężczyzn (10 lub 11 sierpnia). Co najmniej kilka osób zamordowano w rejonie ul. Trębackiej. Liczne egzekucje miały także miejsce w Ogrodzie Saskim. Między innymi 8 sierpnia rozstrzelano tam blisko 30 mieszkańców Zakładu Poprawczego księży Michalitów w Strudze (chłopców-pensjonariuszy oraz 3-4 księży – ich wychowawców).

## Upamiętnienie
Ofiary egzekucji przeprowadzanych przez Niemców w rejonie pl. Teatralnego w sierpniu 1944 upamiętnia siedem piaskowcowych tablic projektu Karola Tchorka. Jedną z nich wmurowano w ścianę gmachu Teatru Wielkiego. Pozostałe upamiętniają miejsca egzekucji przy Krakowskim Przedmieściu 66 oraz przy ulicach Koziej 3/5, Niecałej 8 i Senatorskiej (nr 29/31, 33 i 38).